# Pungging (Tutur)
Pungging is een bestuurslaag in het regentschap Pasuruan van de provincie Oost-Java, Indonesië. Pungging telt 2030 inwoners (volkstelling 2010).